# Chrysler Royal (Australie)
 (mai 2022).
Pour plus d'informations sur la Chrysler Royal américaine, voir Chrysler Royal.

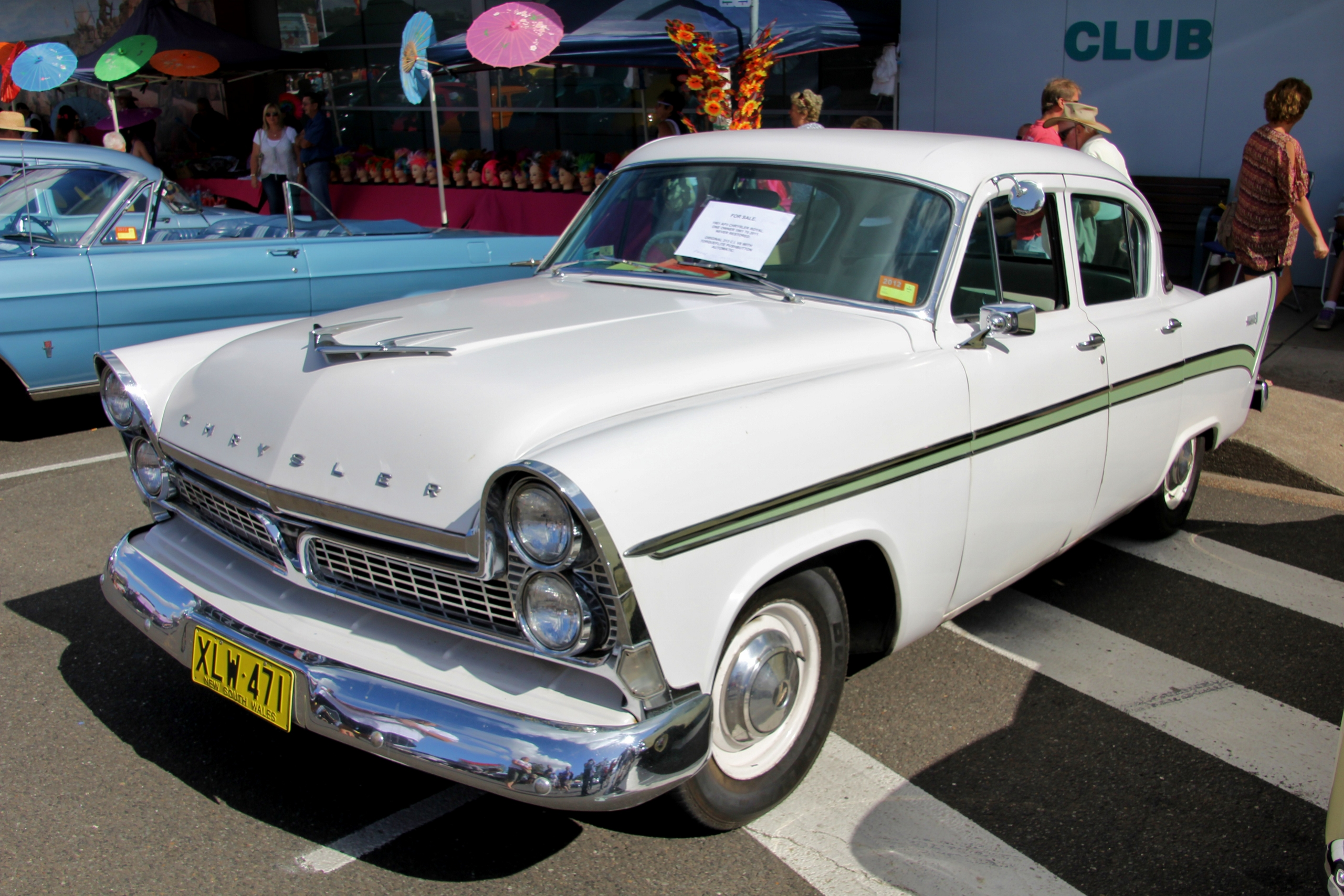
Chrysler Royal V8 de 1961.

La Chrysler Royal est une automobile produite par Chrysler Australia de 1957 à 1963. Après avoir investi dans l'outillage pour estampiller localement les panneaux de carrosserie de la Plymouth série P25 de 1954, et avec le siège social de Chrysler à Détroit peu disposé à contribuer aux coûts de réoutillage des nouveaux modèles américains dont les dimensions ne cessaient de grandir, Chrysler Australie a pris la décision de développer sa propre gamme, en utilisant autant que possible l'outillage existant, tout en se rendant compte également que la nouvelle voiture devait apparaître aussi différente que possible. Les portes et la structure de base de la berline P25 ont été conservées et, avec la contribution des concepteurs australiens et américains de Chrysler, la tôle avant de la Plymouth américaine de 1955 a été adaptée à la carrosserie de la P25 et les panneaux de quart arrière ont été repensés. Ils ont également ajouté un pare-brise arrière enveloppant, ce qui a causé des problèmes de développement avec Pilkington Glass, les fournisseurs australiens, qui ont eu du mal à obtenir la forme incurvée correcte.

## AP1

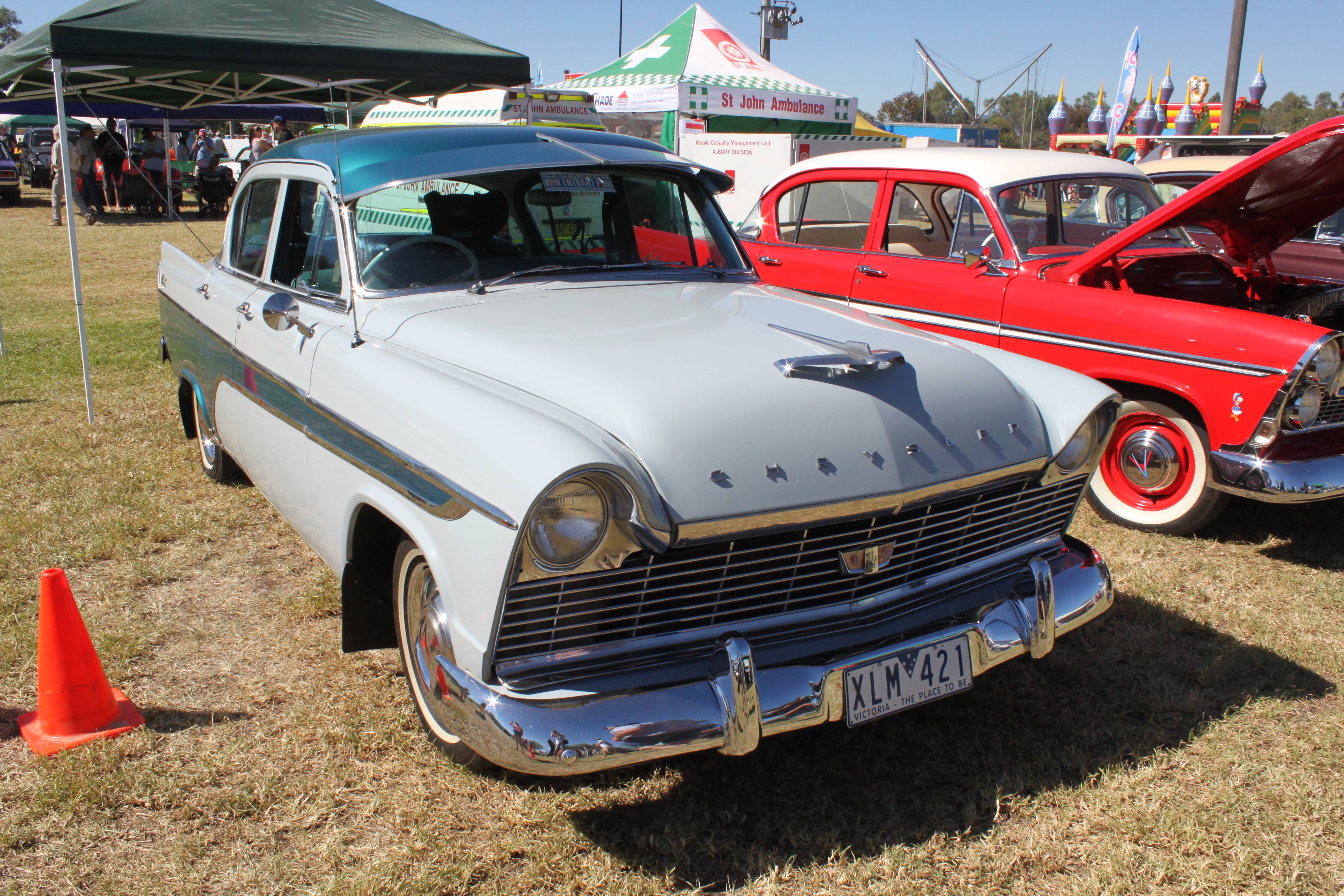
Modèle AP1, première version.

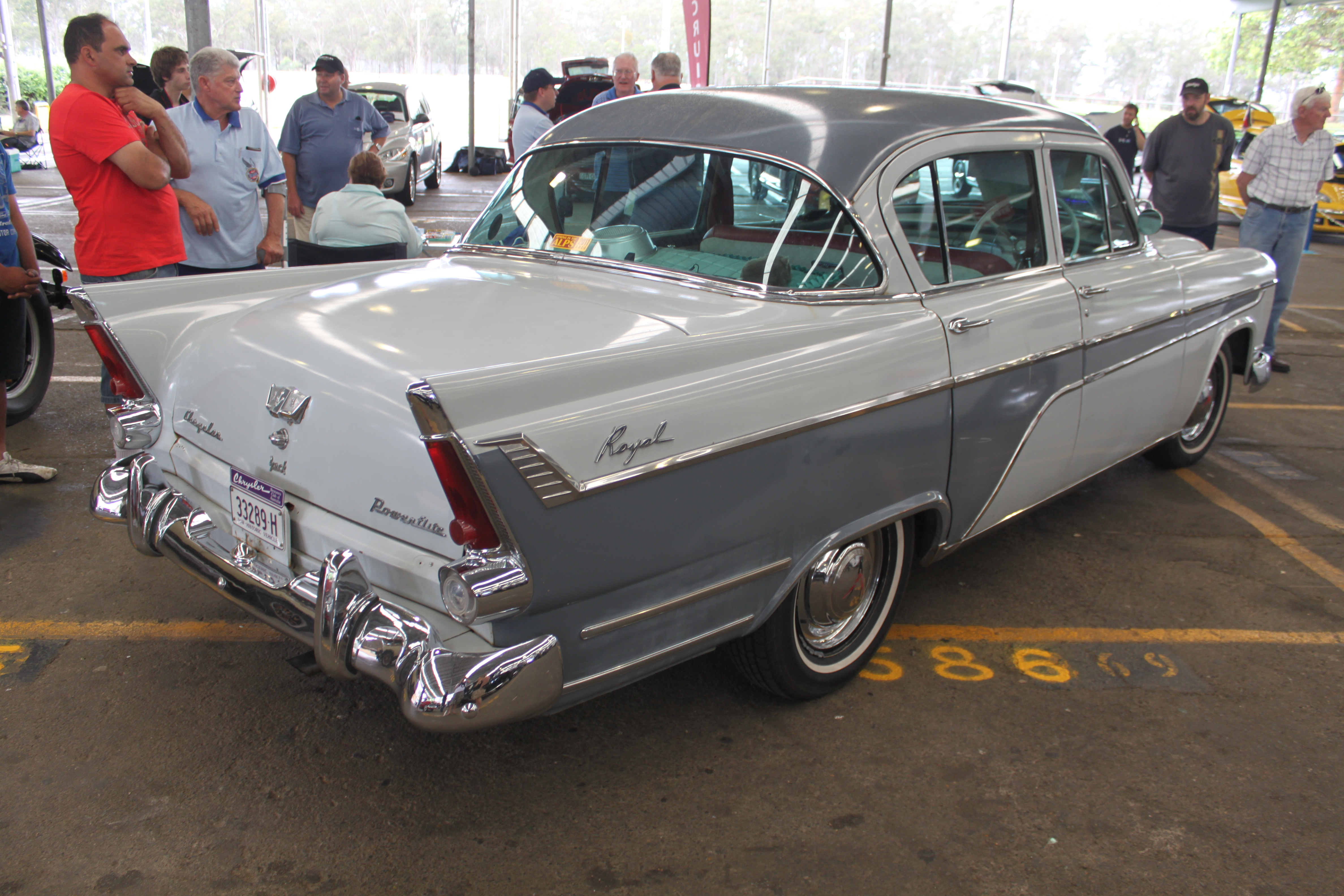
Ailes pointues et lunette arrière débordante.

La première version de la Chrysler Royal, l'AP1, a été introduite en mai 1957. C'était un développement de la conception de la Plymouth P25 américaine de 1954 qui avait elle-même été produite par Chrysler Australie sous le nom de Plymouth Cambridge P25 et Cranbrook P25, Dodge Kingsway D49 et De Soto Diplomat SP25. Les désignations originales pour les trois modèles différents étaient AD1 pour la Dodge, AS1 pour la DeSoto et AP1 pour la Plymouth. Les plans pour commercialiser la version mise à jour sous ces trois noms ont été abandonnés tard dans le programme de développement et le nouveau modèle ne serait vendu que sous le nom de Chrysler Royal, révisant ainsi un nom utilisé par Chrysler sur le marché américain de 1937 à 1950. La conception choisie pour le modèle final était celle proposée pour la variante Plymouth, ainsi la désignation AP (Australian Plymouth) a été adoptée et changée pour représenter Australian Production. La Royal diffère de la P25 en utilisant des garde-boue avant et arrière similaires à ceux de la Plymouth américaine de 1956 et une lunette arrière plus grande que celle de la P25. L'AP1 été produite en berline Royal quatre portes, une familiale Plainsman quatre portes et un utilitaire coupé Wayfarer deux portes, et été offerte avec deux versions du moteur six cylindres en ligne avec bloc de soupape de Chrysler: un 3,8 L avec transmission manuelle et un 4,1 L avec la boîte automatique Powerflite à 2 vitesses. Le V8 Chrysler à tête polysphérique de 5,1 L a été introduit en option lors de la durée du modèle AP1. Les Royal propulsées par un V8 étaient populaires auprès de la police de l'Australie du Sud, où elles étaient employées comme voitures de patrouille routière.

## AP2

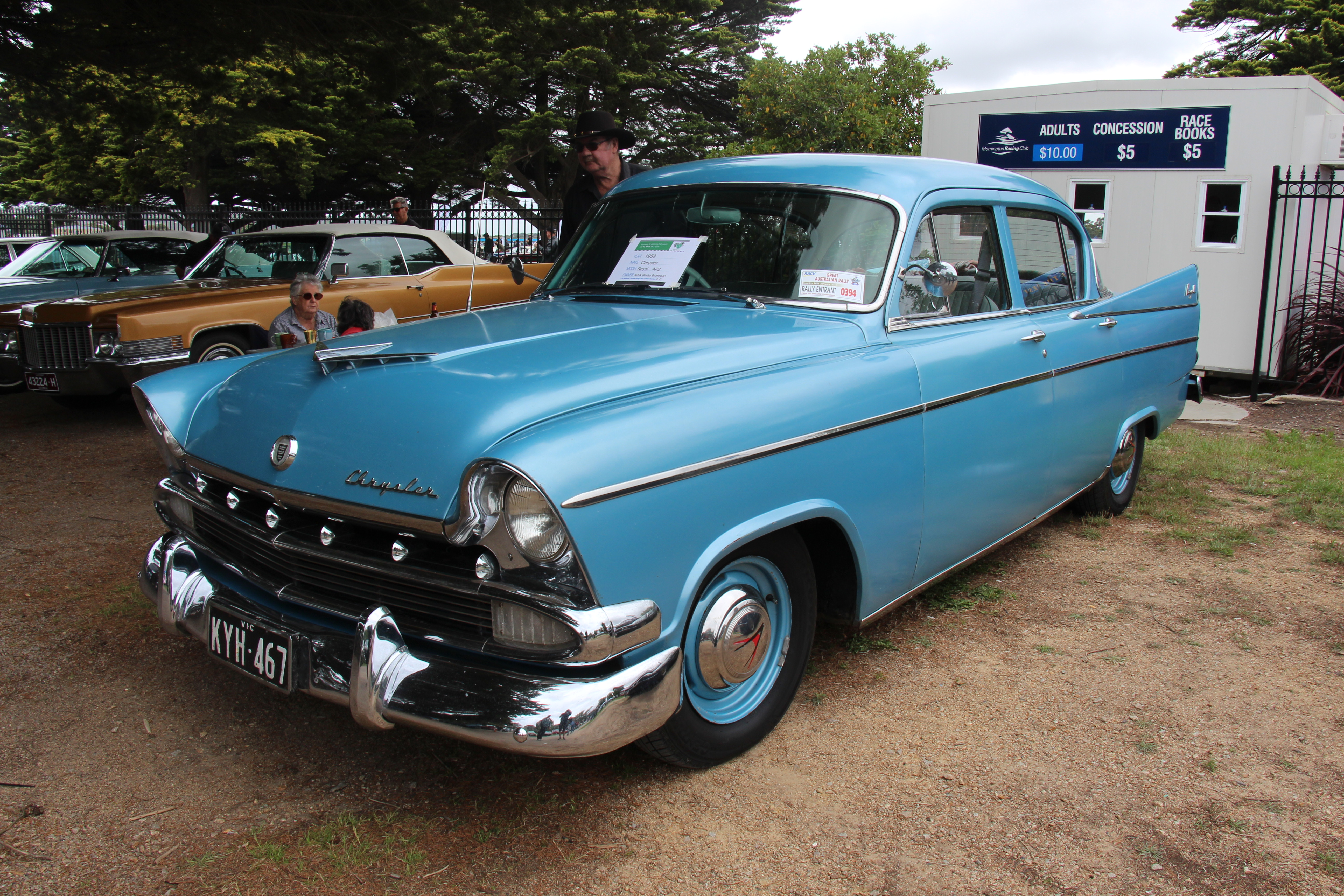
Chrysler Royal AP2 de 1958.

Une Royal révisée, l'AP2, a été introduite fin 1958. Cette série comportait une nouvelle calandre et un style arrière inhabituel avec des « ailerons à cheval » supplémentaires greffés sur les ailerons arrière sortants. L'AP2 était disponible en berline Royal quatre portes, en break Plainsman quatre portes et en utilitaire coupé Wayfarer deux portes. Le break Plainsman est sorti de la gamme lors de la série AP2. Le choix des moteurs six cylindres et V8 s'est poursuivi, le V8 étant identifié par un emblème en forme de V dans la calandre et un petit badge V8 sur le quart arrière.

## AP3

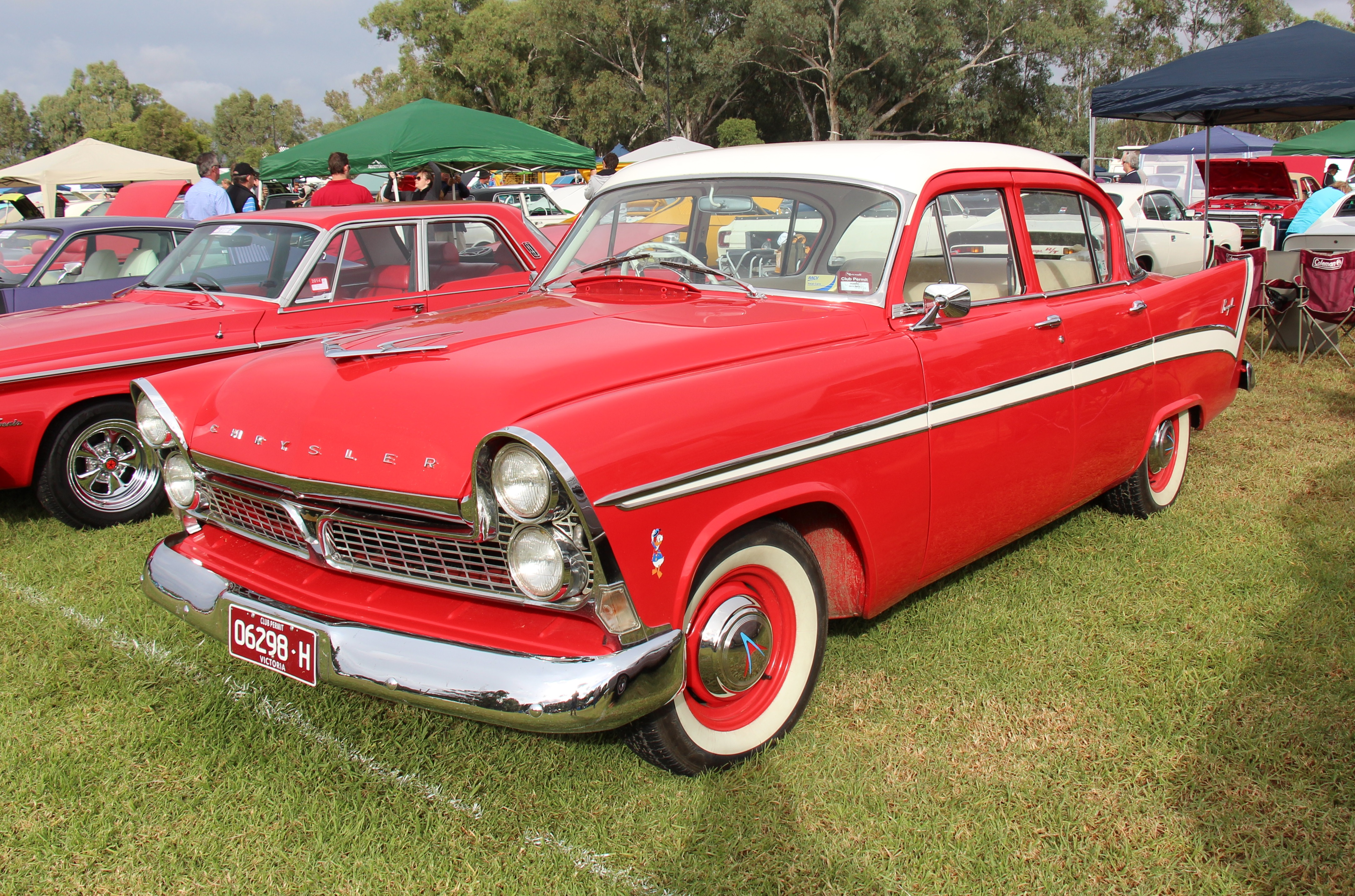
Chrysler AP3 de 1962.

La version finale de la Royal était l'AP3, qui a été introduite en 1960. La nouvelle série se distingue facilement de ses prédécesseurs par ses quadruples phares empilés verticalement et ses trois feux arrière similaires à ceux des modèles Desoto américain de 1959. Un nouveau pressage du panneau de toit a également été utilisé. La boîte automatique TorqueFlite à 3 vitesses de Chrysler a remplacé la boîte automatique PowerFlite à 2 vitesses de l'AP2. L'AP3 était disponible en berline Royal quatre portes et en utilitaire coupé Wayfarer deux portes. Le choix des moteurs six cylindres et V8 s'est poursuivi, le V8 étant identifié par des doubles bandes de garniture latérales (les six cylindres n'ayant qu'une seule bande de garniture latérale) et un petit badge V8 sur le quart arrière.
À partir de 1960, Chrysler introduit la Dodge Phoenix, aux dimensions plus conséquentes et à la présentation plus luxueuse. L'arrivée en 1962 des Chrysler Valiant, adaptation locale des Plymouth du même nom, introduit une nouvelle concurrente, moins onéreuse et plus petite. La production des Royal cesse finalement en 1964

## Chrysler Plainsman & Wayfarer

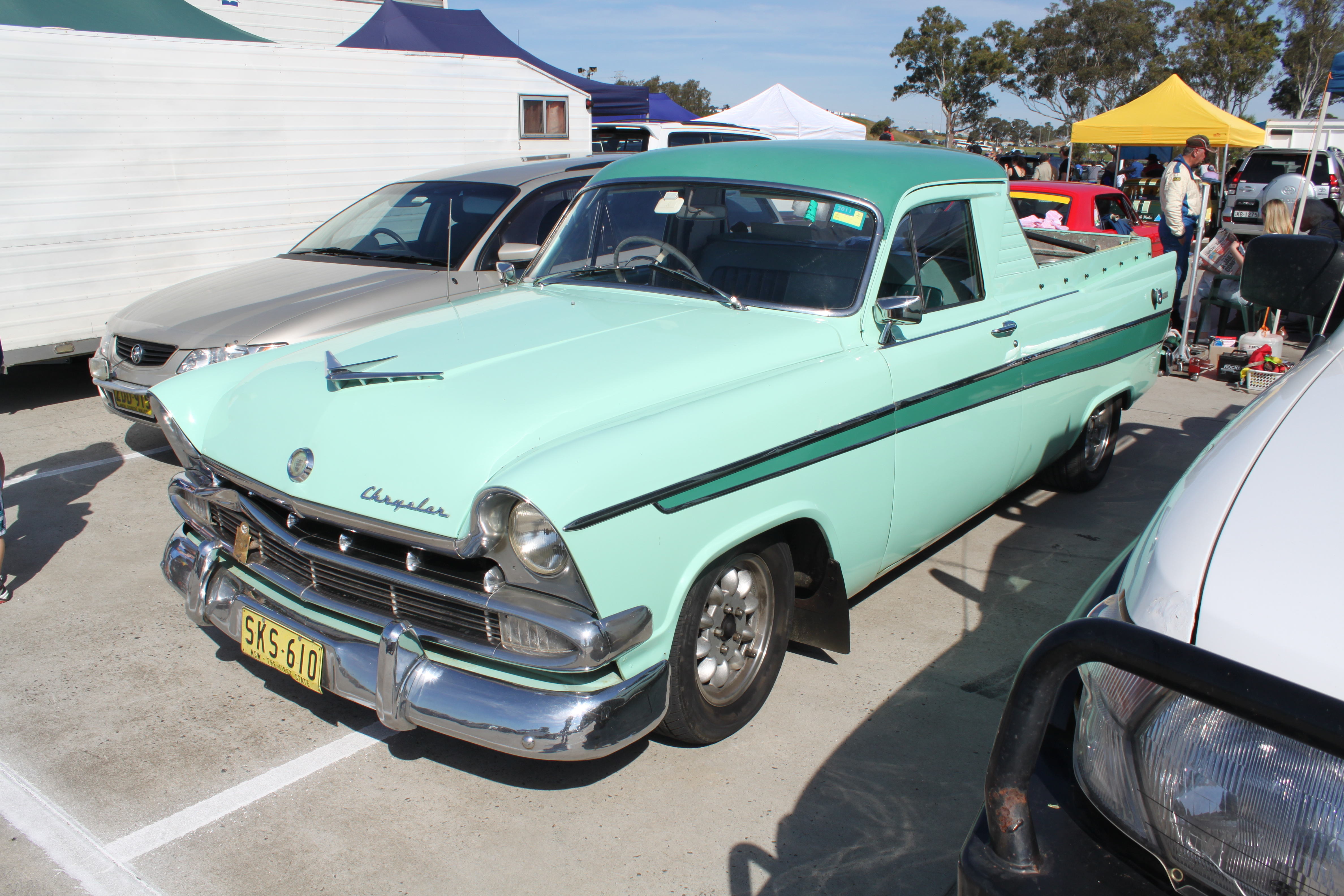
Ute Wayfarer AP2.

En plus de la berline Royal, Chrysler Australie a également produit les dérivés suivants sur la base de la Royal:
- Break Chrysler Plainsman (AP1 et AP2) de 1957 à 1959[4]
- Coupé utilitaire Wayfarer de 1/2 tonne (AP2 et AP3) de 1958 à 1961[4]
- Le châssis / capot de la Chrysler Royal été produit pour permettre l'installation d'une carrosserie personnalisée, par exemple une ambulance / un corbillard[1]

Les modèles Plainsman et Wayfarer n'étaient pas commercialisés sous le nom Royal,.

## Carrosseries spécialisées

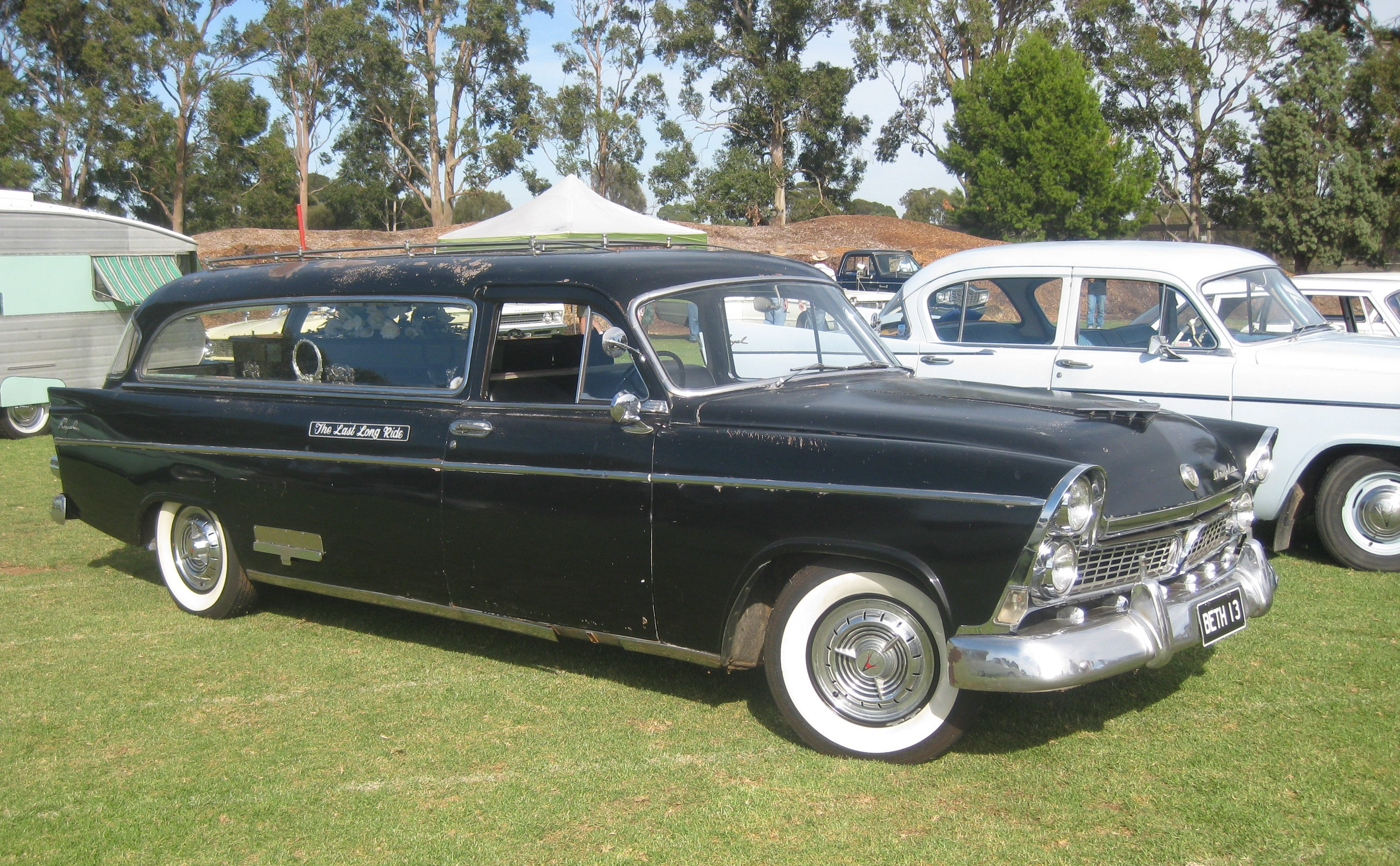
Corbillard sur base AP3.

Les trois séries de Royal étaient très populaires auprès des services d'ambulance dans toute l'Australie, de nombreux services d'ambulance fondant leur flotte sur le châssis de la Royal. Le Victorian Civil Ambulance Service à Melbourne est l'un de ces services qui employait un grand nombre de Royal, comme l'ont fait de nombreuses régions de Victoria. Les Royal ambulances ont également été utilisées dans toute la Nouvelle-Galles du Sud, le Queensland, l'Australie du Sud et la Tasmanie. Divers carrossiers ont été engagés pour transformer les Royal en ambulances, en utilisant des spécifications différentes selon les exigences du district. Certains véhicules utilisaient une carrosserie en acier formée à la main sur des cadres en bois, d'autres utilisaient une technologie de fibre de verre nouvellement développée. En 1957, Commonwealth Engineering (ComEng) a commencé le développement de la première carrosserie d'ambulance en fibre de verre en Australie, en collaboration avec le Central District Ambulance à Sydney. Le premier véhicule a été achevé en juin 1958, après que le district central ait accepté de remplacer l'ensemble de sa flotte par des Royal en fibre de verre construites par ComEng. L'utilisation d'une carrosserie en fibre de verre fournissait un véhicule qui était censé être plus résistant, plus rapide à construire et plus facile à réparer et permettait d'économiser environ 560 livres (254 kilogrammes). En plus d'utiliser la configuration de châssis / capot disponible, les ambulances ont également été converties à partir de berlines, d'utilitaires coupé Wayfarer et au moins une a été convertie à partir d'un break Plainsman. Le châssis de la Royal était également populaire auprès des pompes funèbres comme base de conversion de corbillard.